# Építészmérnök

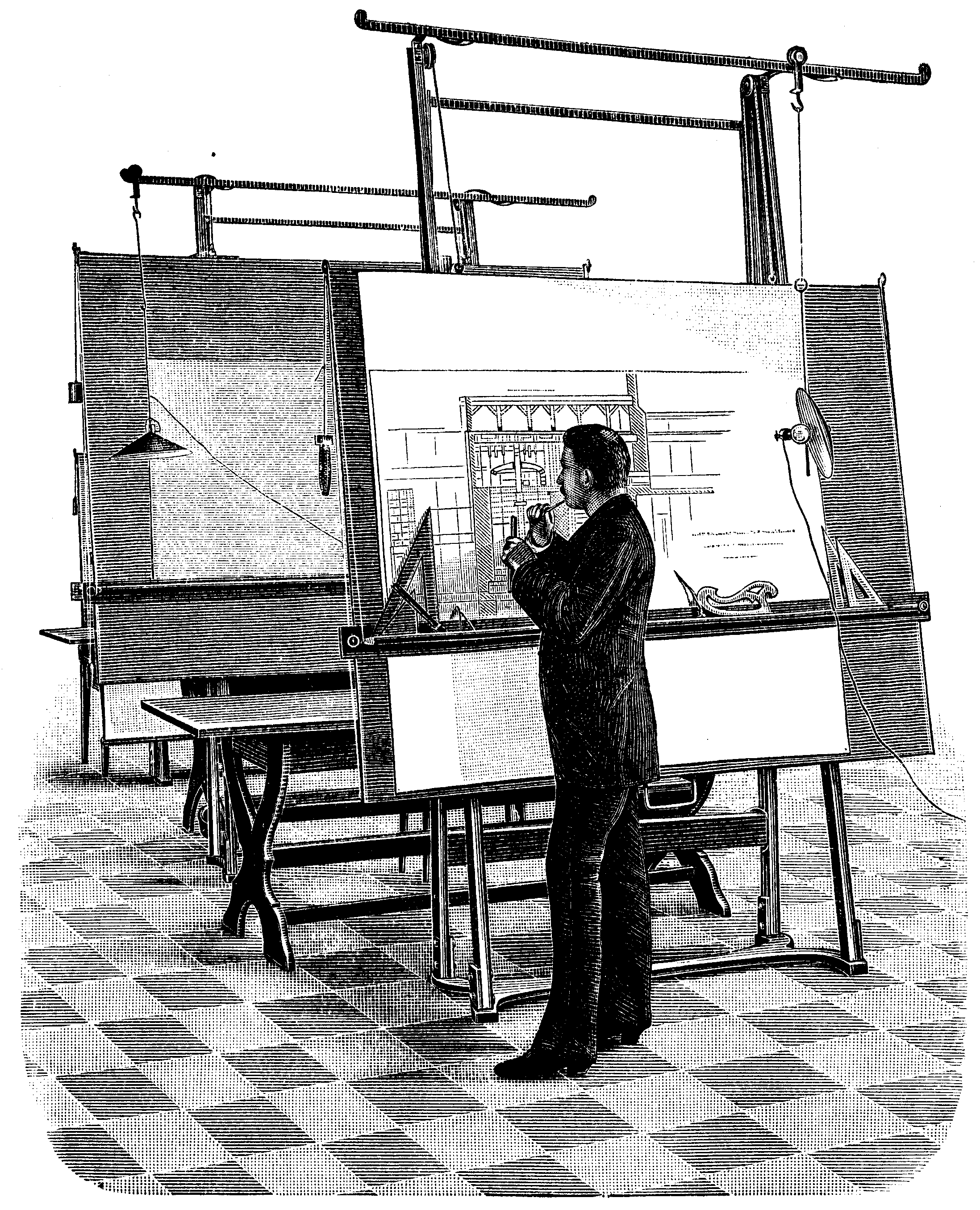
Egy építészmérnök 1893-ban

Az építészmérnök épületek tervezésével hivatásszerűen foglalkozó, műegyetemi képesítésű mérnök.
Az építészmérnök különböző rendeltetésű épületeket, épületszerkezeteket tervez és méretez, építéstechnológiákat dolgoz ki, a kivitelezést szervezi, koordinálja, ellenőrzi, valamint az épületek műszaki átadásával, fenntartásával, átalakításával, korszerűsítésével kapcsolatos teendőket látja el.
Az építészmérnök az Európai Unió besorolása szerint a felsőfokú képzettség önálló alkalmazását igénylő foglalkozások főcsoportjába, a műszaki, informatikai és természettudományi foglalkozások csoportjába, az ipari, építőipari mérnökök csoportjába tartozó foglalkozás.

## Története
A 19. század első feléig az építési projektek tervezésével és felügyeletével foglalkozó szakemberek nem feltétlenül végeztek felsőfokú iskolát. Ezt a feladatot az építőmesterek vagy földmérnökök látták el, akik sok év gyakorlati tapasztalat után kapták ezt a címet. Magyarországon a Műegyetem önálló Építészeti Osztálya (mai elnevezéssel kara) az 1873/74-es tanévben jött létre. A műegyetemi építészmérnöki képzés beindulását követően a cím csak az oklevéllel rendelkezőket illette. Hivatalosan az építészmérnök kifejezést azonban csak 1923-ban a mérnöki rendtartásról szóló 1923. évi XVII. törvénycikk vezette be a gépészmérnök, vegyészmérnök stb. mintájára. Addig az építészmérnököt műépítésznek, építőnek, építőművésznek hívták, de egyik sem fejezte ki műegyetemi végzettségét.

## Feladatai

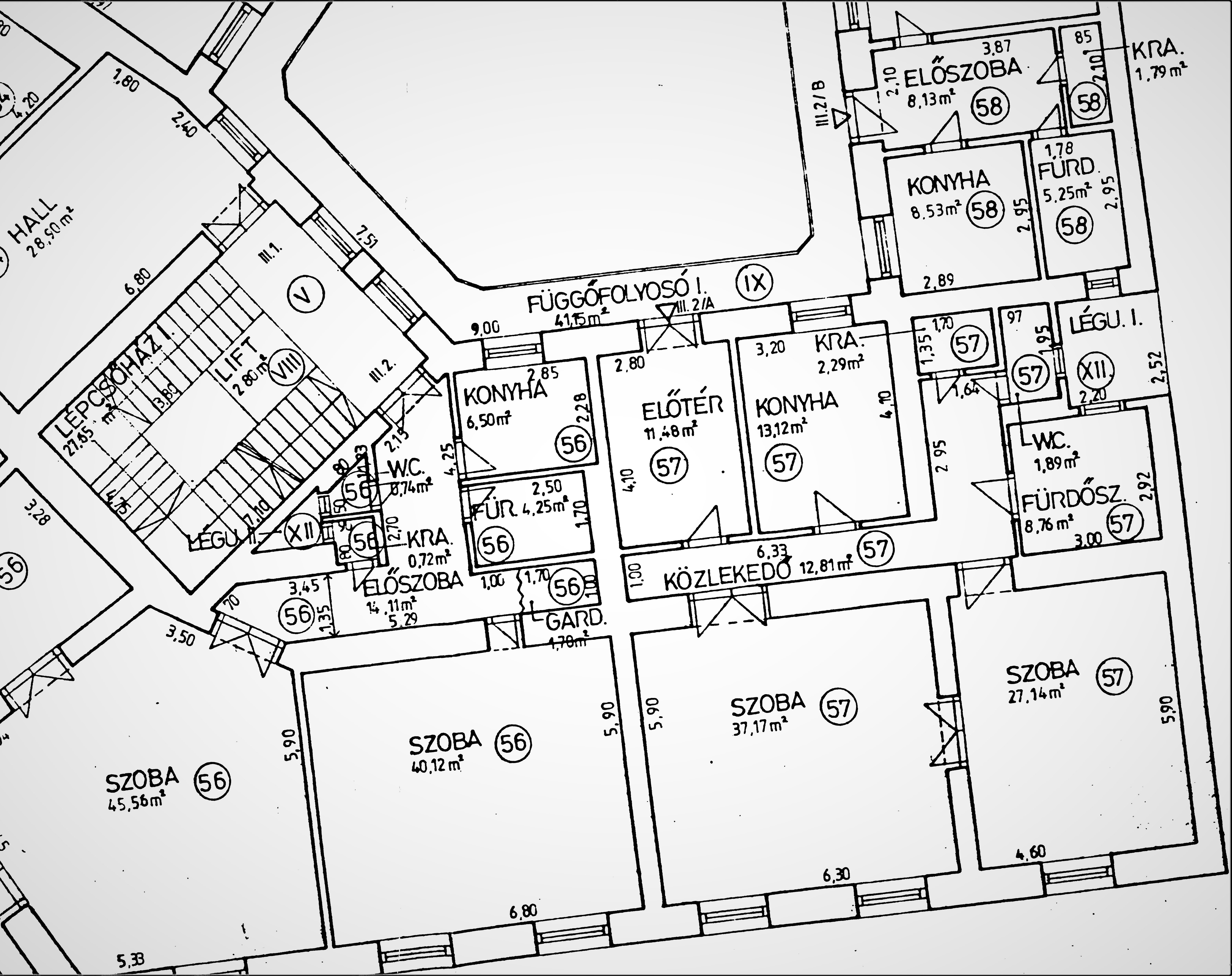
Megvalósulási terv (részlet

- a) épületek tervezése, azok megvalósítására, illetve helyreállítására vonatkozóan részletes leírás és tervek készítése;
- b) építészeti elméletek, módszerek kidolgozása és alkalmazása;
- c) az építéssel kapcsolatos építéstechnológia megtervezése és megszervezése;
- d) a kivitelezés helyszínének szemrevételezése és felmérése;
- e) a kivitelezés szervezése és koordinálása, a minőség folyamatos ellenőrzésének megszervezése és végrehajtása, a kész épület műszaki átadása;
- f) kapcsolattartás és egyeztetés a műszaki területek szakembereivel.

## Képzése
Az építészet széles körű műszaki ismereteket követel meg, ezért is tartozik a mérnöki szakmák közé. Az építészeti oktatás a műszaki ismeretek mellett nagy hangsúlyt fektet az esztétikára is. Az építészmérnök által tervezett, emberi tartózkodásra alkalmas helyek, építmények, házak esetében fontos, hogy ezek esztétikai élményt nyújtsanak és a kényelmi funkcióknak is megfeleljenek. A képzések lényege, hogy tartalmazzák az építészettörténetet, elméletet, művészetet és műszaki stúdiumokat is. Az építészmérnöki képzésben résztvevőknek meg kell ismerkedniük a várostervezéssel, amely magába foglalja a társadalom, a környezet, az épületek kapcsolatát, és a képzés része a szerkezettervezés és a technológiai alapismeretek is.
Az építészmérnök alapképzési szak (BSc) 7 féléves. Az alapképzés célja: a magasépítéshez kapcsolódó – a vonatkozó rendeletek szerint e szakképzettség birtokában közvetlenül végezhető – tevékenységek (szerkesztői, rajzolói, műszaki előkészítői, építéskivitelezési, épületfenntartási, építőanyag vagy épületelem gyártási és forgalmazási, hatósági, bizonyos tervezési és kutatási részfeladatok) területére, akik természettudományi, műszaki és művészeti, valamint gazdasági, humán és nyelvi ismereteik, továbbá az ezekhez kapcsolódó készségeik révén alkalmasak irányítás mellett a fentiekben leírt műszaki feladatok megoldására. A képzés során a szakmai gyakorlat legalább hat hét időtartamú, az intézmény által elfogadott szakmai gyakorlóhelyen (tervezési vagy kivitelezési-beruházási környezetben).
Az építészmérnöki mesterképzés (MSc) osztatlan képzési szerkezetben 10 féléves. A szakmai gyakorlat legalább 10 hét. A képzés célja építészmérnökök képzése elsősorban az építészeti tevékenységek – épülettervezés, építészeti környezetalakítás, településtervezés, műemlékvédelem, építéskivitelezés és -szervezés, épületfenntartás és -felújítás, valamint építésigazgatási hatósági feladatok – teljes területére, akik természettudományi, műszaki és művészeti, valamint gazdasági, humán és nyelvi ismereteik, továbbá az ezekhez kapcsolódó készségeik révén alkalmasak önállóan irányítani a fentiekben leírt műszaki feladatokat, és akik elhivatottak abban, hogy mindezeket a tevékenységeket az építészet társadalmi és környezeti hatásának tudatában, az eziránti felelősséggel és elkötelezettséggel végezzék.
Az építészmérnök elhelyezkedhet projektmenedzser, projektvezető, projektmérnök, építésvezető, műszaki vezető, létesítményvezető állásba is. Mivel az állami szerveknél szükséges az építéshatósági ügyintéző és a városi főépítész is, ezért az állami szférában is van építészmérnök állás.